# Forest-Montiers
Forest-Montiers település Franciaországban, Somme megyében. Lakosainak száma 389 fő (2022. január 1.). Forest-Montiers Bernay-en-Ponthieu, Crécy-en-Ponthieu, Favières, Nouvion, Ponthoile és Rue községekkel határos.

## Népesség
A település népességének változása:
| Lakosok száma | 414  | 403  | 402  | 399  | 398  | 397  | 395  | 391  | 389  |
|               | 2013 | 2015 | 2016 | 2017 | 2018 | 2019 | 2020 | 2021 | 2022 |